# Autriche au Concours Eurovision de la chanson
L’Autriche participe au Concours Eurovision de la chanson, depuis sa deuxième édition, en 1957, et l’a remporté trois fois : en 1966, 2014 et 2025.

## Participation
L'Autriche aurait dû participer à la première édition du concours, en 1956. Mais la télévision publique autrichienne ne put respecter la date limite d’inscription et dut s’abstenir. Elle diffusa cependant la finale et fit ses débuts, l’année suivante.
Le pays participe donc depuis 1957, mais s’est retiré à de nombreuses reprises. En 1969, par mesure de protestation, car le concours était organisé cette année-là par l’Espagne, alors une dictature sous la coupe du général Franco. En 1970, par mécontentement du résultat de l'édition 1969 et du système de vote alors en usage. Entre 1973 et 1975, pour des raisons non précisées. En 1998 et 2001, par relégation, à la suite des résultats obtenus l’année précédente. En 2006, puis entre 2008 et 2010, à nouveau par mécontentement du résultat des éditions précédentes et du système de vote alors en usage.
Depuis l'instauration des demi-finales, en 2004, l'Autriche a participé à dix finales du concours : en 2004, 2011, 2014, 2015, 2016, 2017, 2018, 2023, 2024 et 2025.

## Résultats
L'Autriche a remporté le concours à trois reprises.
La première fois en 1966, avec la chanson Merci, Chérie, interprétée par Udo Jürgens. C’était la troisième année consécutive que Jürgens concourait pour l’Autriche, avec une composition personnelle. Ce fut la première fois qu’une chanson en allemand gagna le grand prix. Jürgens débuta sa reprise par un jeu de mots, disant : « Merci, jurys ! »
La seconde fois en 2014, avec la chanson Rise Like a Phoenix, interprétée par Conchita Wurst. L'Autriche décrocha alors le record du plus long intervalle de temps écoulé entre deux victoires : quarante-huit ans. Le représentant autrichien, Conchita Wurst, était un personnage de drag-queen, créé et interprété par Tom Neuwirth et dont la particularité était de porter une barbe. Sa sélection suscita la controverse dans de nombreux pays, dont la Biélorussie, la Russie et l'Ukraine, où des pétitions furent signées, appelant les diffuseurs publics nationaux à ne pas diffuser sa prestation. Ces protestations demeurèrent cependant sans effet et la prestation du candidat autrichien fut diffusée comme celle de tous les autres participants.
La troisième fois en 2025, avec la chanson Wasted Love, interprétée par Johannes Pietsch.
L'Autriche a en outre remporté une demi-finale, en 2014. Le pays n'a jamais terminé à la deuxième place, mais a obtenu la troisième place une seule fois, en 2018. A contrario, le pays a terminé à la dernière place, à neuf reprises : huit fois en finale (en 1957, 1961, 1962, 1979, 1984, 1988, 1991 et 2015) et une fois en demi-finale (en 2012). Le pays a en outre obtenu un nul point à quatre reprises : en 1962, 1988, 1991 et 2015.
L’Autriche fait partie des huit pays participants à avoir terminé à la dernière place lors de leurs débuts, avec Monaco (en 1959), le Portugal  (en 1964), Malte (en 1971), la Turquie (en 1975), le Maroc (en 1980), la Lituanie (en 1994), la Tchéquie (en 2007) et Saint-Marin (en 2008).

## Pays hôte

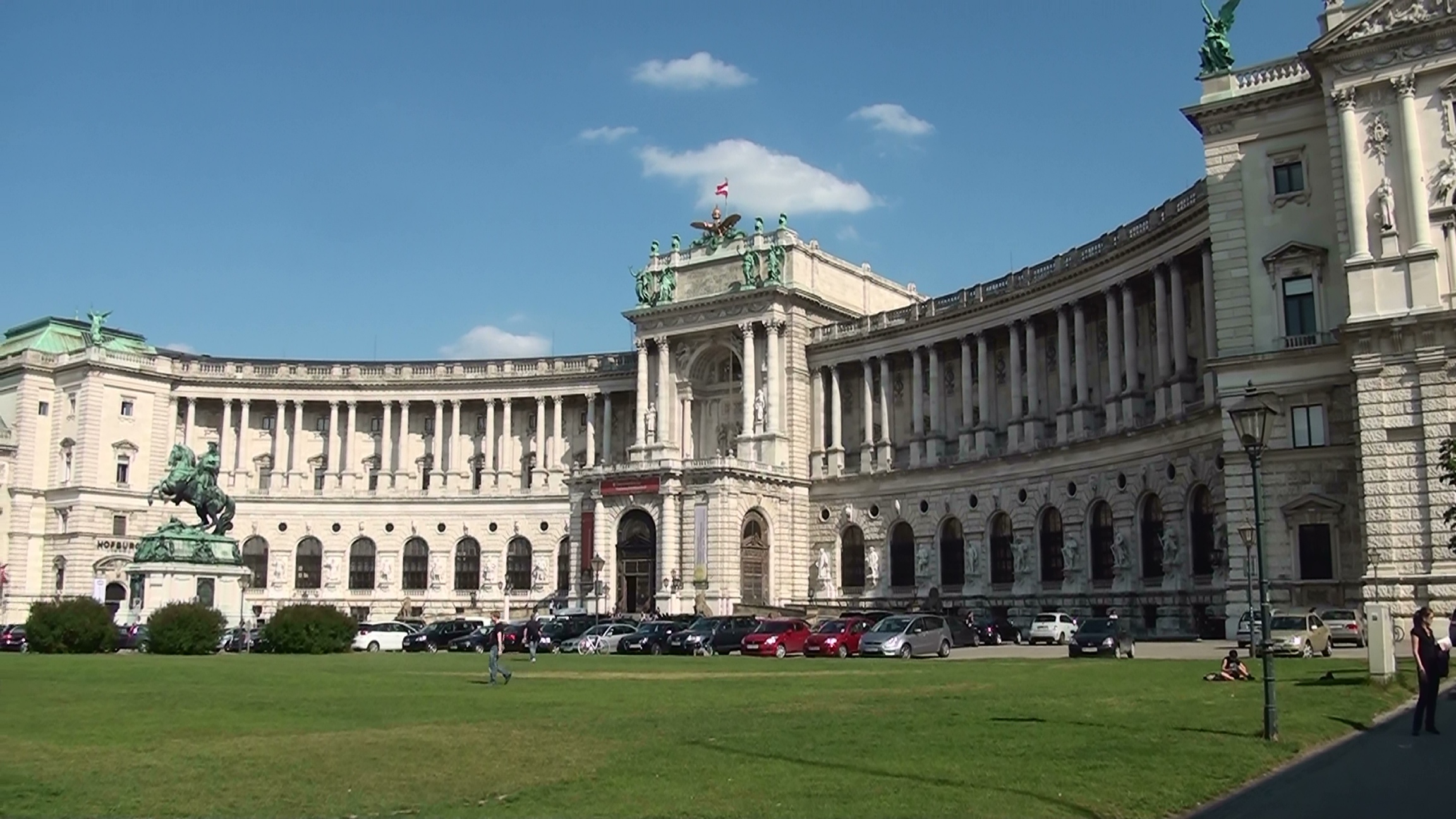
Le Hofburg de Vienne accueille pour la première fois l'évènement en Autriche en 1967.

L'Autriche a organisé le concours à deux reprises: en 1967 et en 2015.
Pour l'Eurovision 1967, l’évènement se déroula le samedi 8 avril 1967, dans la Grosser Festsaal de la Hofburg, à Vienne. La présentatrice de la soirée fut Erica Vaal et le directeur musical, Johannes Fehring. Pour la toute première fois, des caméras furent installées en coulisses. Elles enregistrèrent les réactions des artistes durant le vote. Le vote, lui, se termina sur une confusion majeure d'Erica Vaal. Celle-ci oublia d'appeler le dernier jury, le jury irlandais, et annonça donc à contretemps la victoire du Royaume-Uni. L'on vit à l'écran Udo Jürgens tenter d'amener sur scène Sandie Shaw. Le scrutateur de l’UER, Clifford Brown, dut alors intervenir : « Still waiting for the Irish vote ! ». Vaal s'excusa et appela alors Dublin. Le porte-parole du jury irlandais répondit à ses salutations, par ces mots : «  I thought we were going to be left out ! » Le public applaudit alors vivement.

En 2015, le Wiener Stadthalle de Vienne reçoit le concours.

Le pays a à nouveau organisé le concours en 2015. L'événement se déroula les mardi 19, jeudi 21 et samedi 23 mai 2015, au Wiener Stadthalle, à Vienne. Les présentatrices de la soirée furent Mirjam Weichselbraun, Alice Tumler  et Arabella Kiesbauer. L'Autriche devint à l'occasion le second pays hôte de l'histoire du concours à terminer à la dernière place, le précédent ayant été les Pays-Bas, en 1958 et le premier hôte à ne recevoir aucun point.

## Faits notables
En 1963, l'Autriche fut représentée par la chanteuse israélienne Carmela Corren, ce qui a pu être interprété comme une volonté d'affirmer au public européen que le pays avait profondément changé depuis la fin de la Seconde Guerre mondiale et du génocide des Juifs.
En 1964, le représentant autrichien, Udo Jürgens, fut le tout premier artiste participant à s'accompagner d'un piano durant sa prestation.
En 1977, la prestation la plus remarquée de la soirée fut celle des représentants autrichiens, le groupe Schmetterlinge. Les quatre membres masculins portaient un costume blanc devant et noir par derrière. La face blanche était décorée d’un papillon vert et d’un cœur rouge. La face noire était décorée de plusieurs billets de banque. En outre, ils portaient à l’arrière de leur tête, un masque grimaçant fumant un cigare, s’accordant avec la face noire. Ce déguisement illustrait le thème de la chanson, la toute première chanson parodique présentée au concours : l’exploitation de la musique et des artistes par les producteurs et les financiers.
En 1979, la chanson autrichienne, Heute in Jerusalem, fut la première chanson de l’histoire du concours à faire mention dans ses paroles de la ville hôte.
En 1980, la chanson autrichienne, Du Bist Musik, établit un record particulier, en parvenant à citer en moins de trois minutes, les noms de vingt-six compositeurs et de vingt-deux compositions musicales différentes.
En 1986, la représentante autrichienne, Timna Brauer, était de confession juive. Après sa sélection par la télévision publique autrichienne, il y eut de nombreux appels dans les médias et l'opinion publique israélienne pour qu'elle se retire du concours. Les protestations étaient en effet nombreuses en Israël, à la suite de l'élection, cette année-là, de Kurt Waldheim à la présidence autrichienne. La révélation de sa carrière dans la Wehrmacht et de son implication dans l'occupation nazie de la Yougoslavie avaient suscité un vaste scandale. Timna Brauer décida malgré tout de concourir et termina finalement dix-huitième.
En 1992, la chanson autrichienne, Zusammen geh’n, avait été écrite par Dieter Bohlen, membre de Modern Talking. Bohlen et sa fiancée rencontrèrent des difficultés à entrer sur le territoire suédois, à cause du chien de cette dernière. Par conséquent, Bohlen demeura injoignable et arriva en retard aux répétitions, ce qui suscita la colère de l’interprète autrichien, Tony Wegas. Finalement, Zusammen geh’n termina à la dixième place. Dix ans plus tard, Bohlen la réutilisa comme générique de la version allemande de La Nouvelle Star. La chanson rencontra alors un succès commercial bien plus grand que lors de sa sortie originale.
En 1996, le représentant autrichien, George Nussbaumer, était aveugle de naissance. Sa chanson, Weil’s dr guat got, fut la première chanson gospel à être présentée au concours, ainsi que la première chanson en langue voralbergeoise.
En 2003, le représentant autrichien, Alf Poier, était un comédien fort connu dans son pays. Sa chanson, Weil der Mensch zählt, était un hymne à l’individualisme. Pour sa prestation, il se fit accompagner sur scène par quatre figures de carton, représentant des têtes d’animaux sur des corps humains.
En 2016, l'Autriche est représentée pour la première fois par une chanson entièrement écrite en français, Loin d'ici , interprétée par Zoë.

## Représentants
| Édition                        | Année | Artiste(s)            | Chanson                             | Langue(s)               | Traduction française                  | Finale                                                 | Finale                                                 | Demi-finale                                            | Demi-finale                                            |                  |
| Édition                        | Année | Artiste(s)            | Chanson                             | Langue(s)               | Traduction française                  | Place                                                  | Points                                                 | Place                                                  | Points                                                 |                  |
| ------------------------------ | ----- | --------------------- | ----------------------------------- | ----------------------- | ------------------------------------- | ------------------------------------------------------ | ------------------------------------------------------ | ------------------------------------------------------ | ------------------------------------------------------ | ---------------- |
| 2e                             | 1957  | Bob Martin            | Wohin, kleines Pony?                | Allemand                | Où, petit poney ?                     | 10                                                     | 03                                                     |                                                        |                                                        |                  |
| 3e                             | 1958  | Liane Augustin        | Die ganze Welt braucht Liebe        | Allemand                | Le monde entier a besoin d'amour      | 05                                                     | 08                                                     |                                                        |                                                        |                  |
| 4e                             | 1959  | Ferry Graf            | Der K und K Kalypso aus Wien        | Allemand                | Le calypso K & K de Vienne            | 09                                                     | 04                                                     |                                                        |                                                        |                  |
| 5e                             | 1960  | Harry Winter          | Du hast mich so fasziniert          | Allemand                | Tu m'as tellement fasciné             | 07                                                     | 06                                                     |                                                        |                                                        |                  |
| 6e                             | 1961  | Jimmy Makulis         | Sehnsucht                           | Allemand                | Désir                                 | 15                                                     | 01                                                     |                                                        |                                                        |                  |
| 7e                             | 1962  | Eleonore Schwarz      | Nur in der Wiener Luft              | Allemand                | Seulement dans l'air de Vienne        | 13                                                     | 00                                                     |                                                        |                                                        |                  |
| 8e                             | 1963  | Carmela Corren        | Vielleicht geschieht ein Wunder     | Allemand, anglais       | Peut-être un miracle se produira-t-il | 07                                                     | 16                                                     |                                                        |                                                        |                  |
| 9e                             | 1964  | Udo Jürgens           | Warum nur, warum?                   | Allemand                | Pourquoi donc, pourquoi ?             | 06                                                     | 11                                                     |                                                        |                                                        |                  |
| 10e                            | 1965  | Udo Jürgens           | Sag ihr, ich laß sie grüßen         | Allemand                | Dis-lui que je lui envoie mon amour   | 04                                                     | 16                                                     |                                                        |                                                        |                  |
| 11e                            | 1966  | Udo Jürgens           | Merci, Chérie                       | Allemand, français      | -                                     | 01                                                     | 31                                                     |                                                        |                                                        |                  |
| 12e                            | 1967  | Peter Horton          | Warum es hunderttausend Sterne gibt | Allemand                | Pourquoi y a-t-il cent mille étoiles  | 14                                                     | 02                                                     |                                                        |                                                        |                  |
| 13e                            | 1968  | Karel Gott            | Tausend Fenster                     | Allemand                | Mille fenêtres                        | 13                                                     | 02                                                     |                                                        |                                                        |                  |
| Retrait en 1969 et 1970.       |       |                       |                                     |                         |                                       |                                                        |                                                        |                                                        |                                                        |                  |
| 16e                            | 1971  | Marianne Mendt        | Musik                               | Allemand viennois       | Musique                               | 16                                                     | 66                                                     |                                                        |                                                        |                  |
| 17e                            | 1972  | Milestones            | Falter im Wind                      | Allemand                | Papillon dans le vent                 | 05                                                     | 100                                                    |                                                        |                                                        |                  |
| Retrait en 1973, 1974 et 1975. |       |                       |                                     |                         |                                       |                                                        |                                                        |                                                        |                                                        |                  |
| 21e                            | 1976  | Waterloo & Robinson   | My Little World                     | Anglais                 | Mon petit monde                       | 05                                                     | 80                                                     |                                                        |                                                        |                  |
| 22e                            | 1977  | Schmetterlinge        | Boom Boom Boomerang                 | Allemand, anglais       | -                                     | 17                                                     | 11                                                     |                                                        |                                                        |                  |
| 23e                            | 1978  | Springtime            | Mrs. Caroline Robinson              | Allemand                | -                                     | 15                                                     | 14                                                     |                                                        |                                                        |                  |
| 24e                            | 1979  | Christina Simon       | Heute in Jerusalem                  | Allemand                | Aujourd'hui à Jérusalem               | 18                                                     | 05                                                     |                                                        |                                                        |                  |
| 25e                            | 1980  | Blue Danube           | Du bist Musik                       | Allemand                | Tu es une musique                     | 08                                                     | 64                                                     |                                                        |                                                        |                  |
| 26e                            | 1981  | Marty Brem            | Wenn du da bist                     | Allemand                | Quand tu es là                        | 17                                                     | 20                                                     |                                                        |                                                        |                  |
| 27e                            | 1982  | Mess                  | Sonntag                             | Allemand                | Dimanche                              | 09                                                     | 57                                                     |                                                        |                                                        |                  |
| 28e                            | 1983  | Westend               | Hurricane                           | Allemand                | Ouragan                               | 09                                                     | 53                                                     |                                                        |                                                        |                  |
| 29e                            | 1984  | Anita                 | Einfach weg                         | Allemand                | Simplement parti                      | 19                                                     | 05                                                     |                                                        |                                                        |                  |
| 30e                            | 1985  | Gary Lux              | Kinder dieser Welt                  | Allemand                | Les enfants de ce monde               | 08                                                     | 60                                                     |                                                        |                                                        |                  |
| 31e                            | 1986  | Timna Brauer          | Die Zeit ist einsam                 | Allemand                | Le temps est solitaire                | 18                                                     | 12                                                     |                                                        |                                                        |                  |
| 32e                            | 1987  | Gary Lux              | Nur noch Gefühl                     | Allemand                | Seulement des sentiments              | 20                                                     | 08                                                     |                                                        |                                                        |                  |
| 33e                            | 1988  | Wilfried Scheutz      | Lisa Mona Lisa                      | Allemand                | -                                     | 21                                                     | 00                                                     |                                                        |                                                        |                  |
| 34e                            | 1989  | Thomas Forstner       | Nur ein Lied                        | Allemand                | Juste une chanson                     | 05                                                     | 97                                                     |                                                        |                                                        |                  |
| 35e                            | 1990  | Simone                | Keine Mauern mehr                   | Allemand                | Plus jamais de murs                   | 10                                                     | 58                                                     |                                                        |                                                        |                  |
| 36e                            | 1991  | Thomas Forstner       | Venedig im Regen                    | Allemand                | Venise sous la pluie                  | 22                                                     | 00                                                     |                                                        |                                                        |                  |
| 37e                            | 1992  | Tony Wegas            | Zusammen geh'n                      | Allemand                | Partons ensemble                      | 10                                                     | 63                                                     |                                                        |                                                        |                  |
| 38e                            | 1993  | Tony Wegas            | Maria Magdalena                     | Allemand                | Marie Madeleine                       | 14                                                     | 32                                                     |                                                        |                                                        |                  |
| 39e                            | 1994  | Petra Frey            | Für den Frieden der Welt            | Allemand                | Pour la paix du monde                 | 17                                                     | 19                                                     |                                                        |                                                        |                  |
| 40e                            | 1995  | Stella Jones          | Die Welt dreht sich verkehrt        | Allemand                | Le monde tourne mal                   | 13                                                     | 67                                                     |                                                        |                                                        |                  |
| 41e                            | 1996  | George Nussbaumer     | Weil's dr guat got                  | Vorarlbergeois          | Parce que tu te sens bien             | 10                                                     | 68                                                     |                                                        |                                                        |                  |
| 42e                            | 1997  | Bettina Soriat        | One Step                            | Allemand                | Un pas                                | 21                                                     | 12                                                     |                                                        |                                                        |                  |
| 43e                            | 1998  | Relégation en 1998.   | Relégation en 1998.                 | Relégation en 1998.     | Relégation en 1998.                   | Relégation en 1998.                                    | Relégation en 1998.                                    |                                                        |                                                        |                  |
| 44e                            | 1999  | Bobbie Singer         | Reflection                          | Anglais                 | Réflexion                             | 10                                                     | 65                                                     |                                                        |                                                        |                  |
| 45e                            | 2000  | The Rounder Girls     | All to You                          | Anglais                 | Tout à toi                            | 14                                                     | 24                                                     |                                                        |                                                        |                  |
| 46e                            | 2001  | Relégation en 2001.   | Relégation en 2001.                 | Relégation en 2001.     | Relégation en 2001.                   | Relégation en 2001.                                    | Relégation en 2001.                                    |                                                        |                                                        |                  |
| 47e                            | 2002  | Manuel Ortega         | Say a Word                          | Anglais                 | Dis un mot                            | 18                                                     | 24                                                     |                                                        |                                                        |                  |
| 48e                            | 2003  | Alf Poier             | Weil der Mensch zählt               | Allemand styrien        | Parce que l'être humain compte        | 06                                                     | 101                                                    |                                                        |                                                        |                  |
| 49e                            | 2004  | Tie Break             | Du bist                             | Allemand                | Tu es                                 | 21                                                     | 09                                                     |                                                        |                                                        |                  |
| 50e                            | 2005  | Global Kryner         | Y así                               | Anglais, espagnol       | Et ainsi                              |                                                        |                                                        | 21                                                     | 30                                                     |                  |
| 51e                            | 2006  | Retrait en 2006.      | Retrait en 2006.                    | Retrait en 2006.        | Retrait en 2006.                      | Retrait en 2006.                                       | Retrait en 2006.                                       | Retrait en 2006.                                       | Retrait en 2006.                                       | Retrait en 2006. |
| 52e                            | 2007  | Eric Papilaya         | Get a Life - Get Alive              | Anglais                 | Aie une vie - Sois vivant             |                                                        |                                                        | 27                                                     | 04                                                     |                  |
| Retrait en 2008, 2009 et 2010. |       |                       |                                     |                         |                                       |                                                        |                                                        |                                                        |                                                        |                  |
| 56e                            | 2011  | Nadine Beiler         | The Secret Is Love                  | Anglais                 | Le secret, c'est l'amour              | 18                                                     | 64                                                     | 07                                                     | 69                                                     |                  |
| 57e                            | 2012  | Trackshittaz          | Woki mit deim Popo                  | Allemand du Mühlviertel | Remue ton popotin                     |                                                        |                                                        | 18                                                     | 08                                                     |                  |
| 58e                            | 2013  | Natália Kelly         | Shine                               | Anglais                 | Brille                                |                                                        |                                                        | 14                                                     | 27                                                     |                  |
| 59e                            | 2014  | Conchita Wurst        | Rise Like a Phoenix                 | Anglais                 | S'élever comme un phénix              | 01                                                     | 290                                                    | 01                                                     | 169                                                    |                  |
| 60e                            | 2015  | The Makemakes         | I Am Yours                          | Anglais                 | Je suis à toi                         | 26                                                     | 00                                                     |                                                        |                                                        |                  |
| 61e                            | 2016  | Zoë                   | Loin d'ici                          | Français                | -                                     | 13                                                     | 151                                                    | 07                                                     | 170                                                    |                  |
| 62e                            | 2017  | Nathan Trent          | Running on Air                      | Anglais                 | Courir sur l'air                      | 16                                                     | 93                                                     | 07                                                     | 147                                                    |                  |
| 63e                            | 2018  | Cesár Sampson         | Nobody but You                      | Anglais                 | Personne d'autre que toi              | 03                                                     | 342                                                    | 04                                                     | 231                                                    |                  |
| 64e                            | 2019  | PÆNDA                 | Limits                              | Anglais                 | Limites                               |                                                        |                                                        | 17                                                     | 21                                                     |                  |
| 65e                            | 2020  | Vincent Bueno         | Alive                               | Anglais                 | Vivant                                | Concours annulé à la suite de la pandémie de COVID-19. | Concours annulé à la suite de la pandémie de COVID-19. | Concours annulé à la suite de la pandémie de COVID-19. | Concours annulé à la suite de la pandémie de COVID-19. |                  |
| 65e                            | 2021  | Vincent Bueno         | Amen                                | Anglais                 | -                                     |                                                        |                                                        | 12                                                     | 66                                                     |                  |
| 66e                            | 2022  | LUM!X feat. Pia Maria | Halo                                | Anglais                 | -                                     |                                                        |                                                        | 15                                                     | 42                                                     |                  |
| 67e                            | 2023  | Teya et Salena        | Who the Hell is Edgar?              | Anglais                 | Qui diable est Edgar ?                | 15                                                     | 120                                                    | 02                                                     | 137                                                    |                  |
| 68e                            | 2024  | Kaleen                | We Will Rave                        | Anglais                 | Nous allons faire la fête             | 24                                                     | 24                                                     | 09                                                     | 46                                                     |                  |
| 69e                            | 2025  | JJ                    | Wasted Love                         | Anglais                 | Amour gâché                           | 01                                                     | 436                                                    | 05                                                     | 104                                                    |                  |
| 70e                            | 2026  |                       |                                     |                         |                                       |                                                        |                                                        |                                                        |                                                        |                  |

- Première place
- Deuxième place
- Troisième place
- Dernière place
- Autriche organisatrice

 Qualification automatique en finale
 Élimination en demi-finale

## Galerie

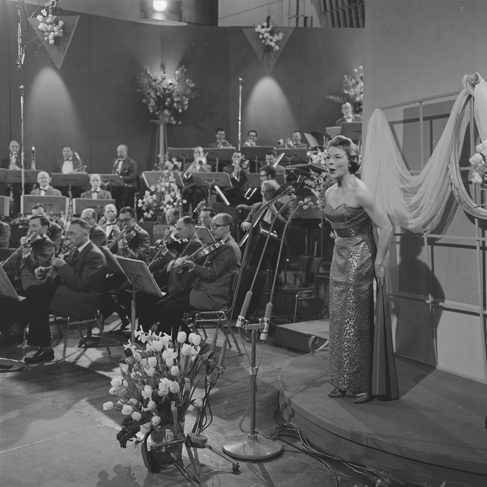
Liane Augustin à Hilversum (1958)
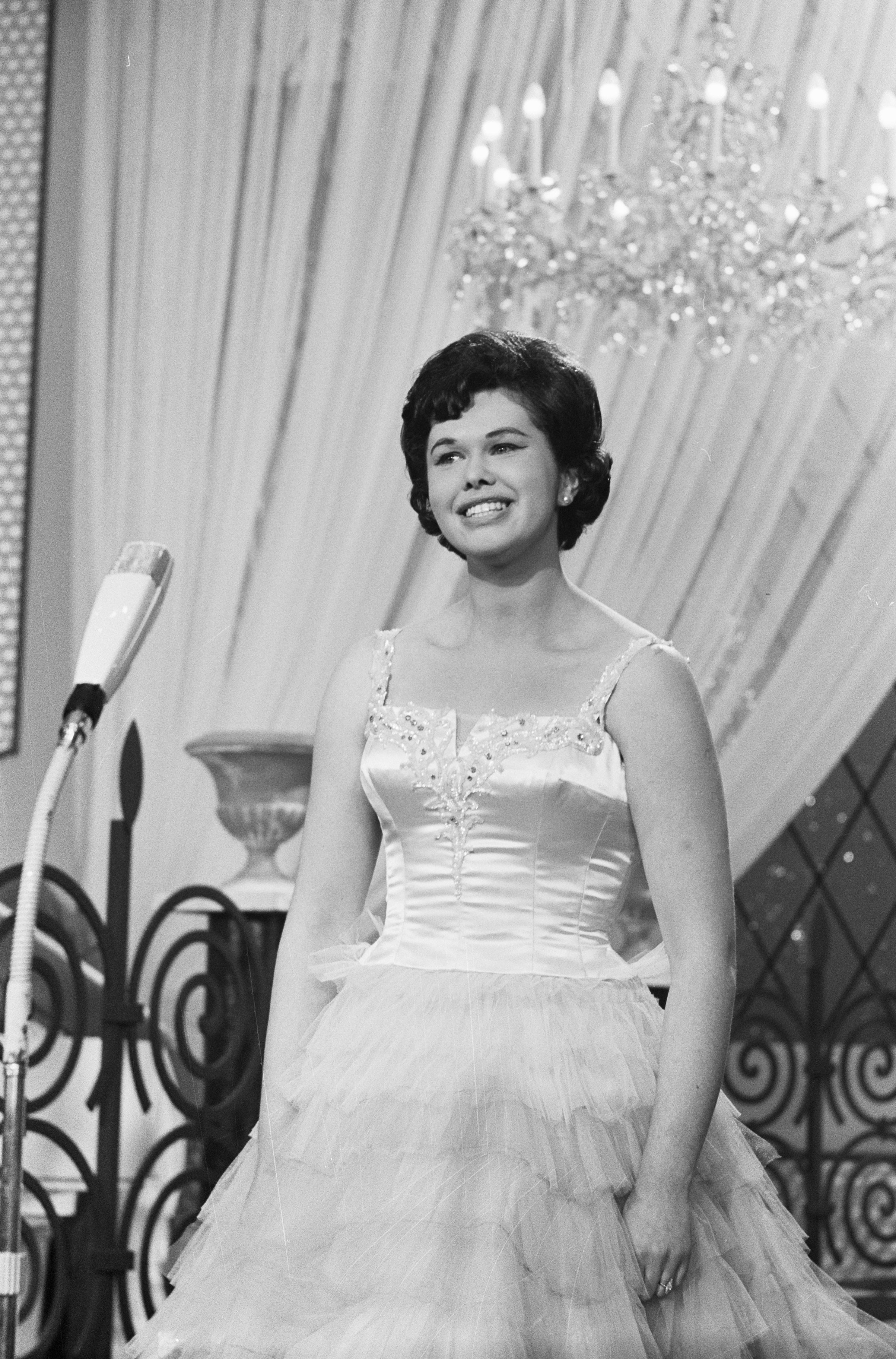
Eleonore Schwarz à Luxembourg (1962)
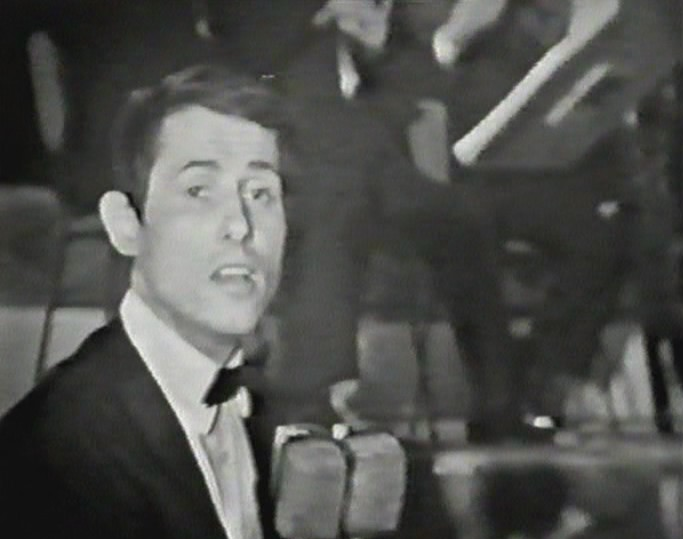
Udo Jürgens à Naples (1965)
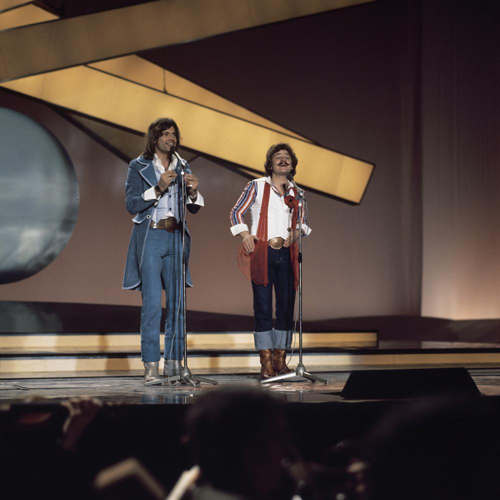
Waterloo & Robinson à la Haye (1976)
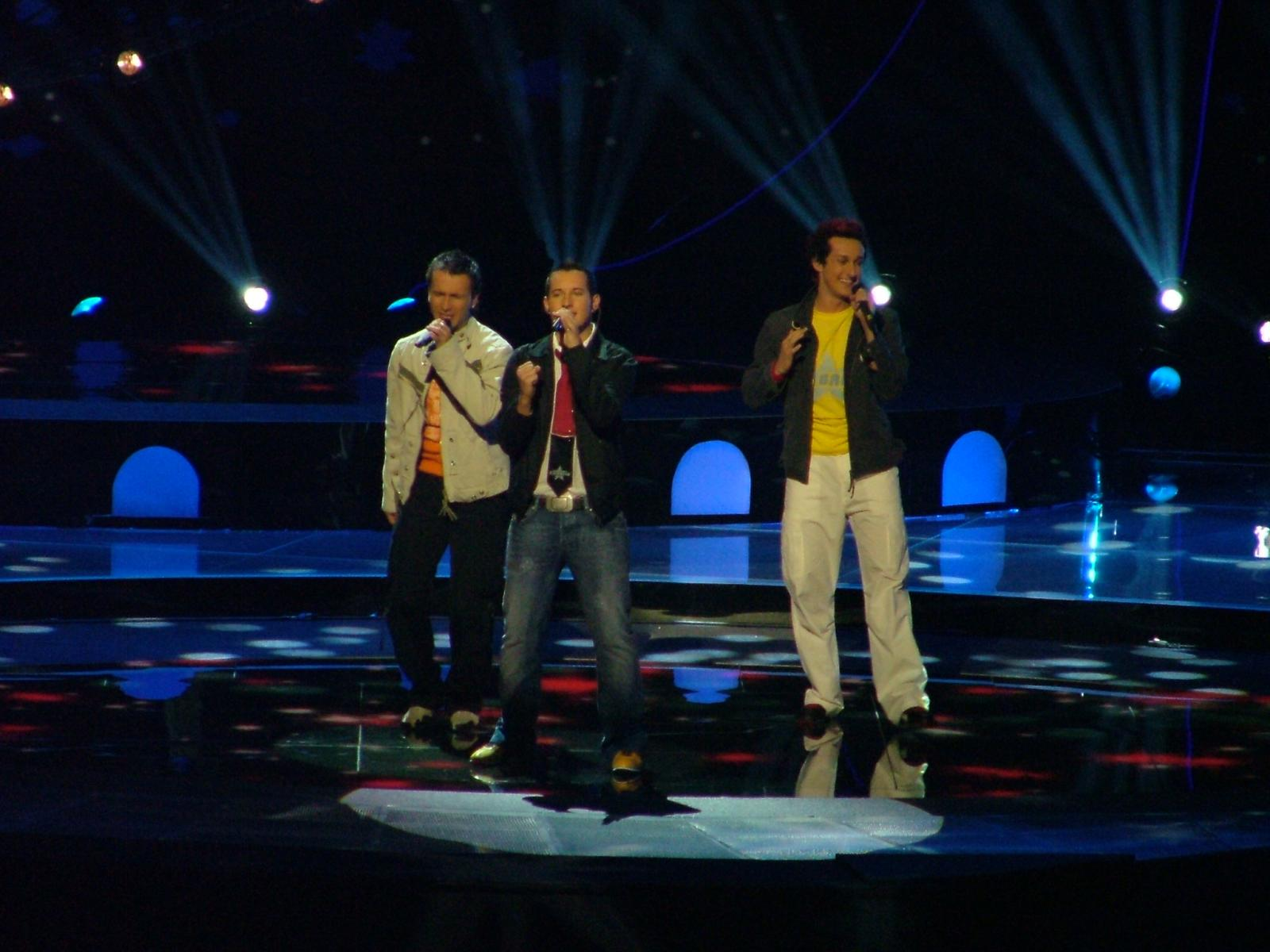
Tie Break à Istanbul (2004)
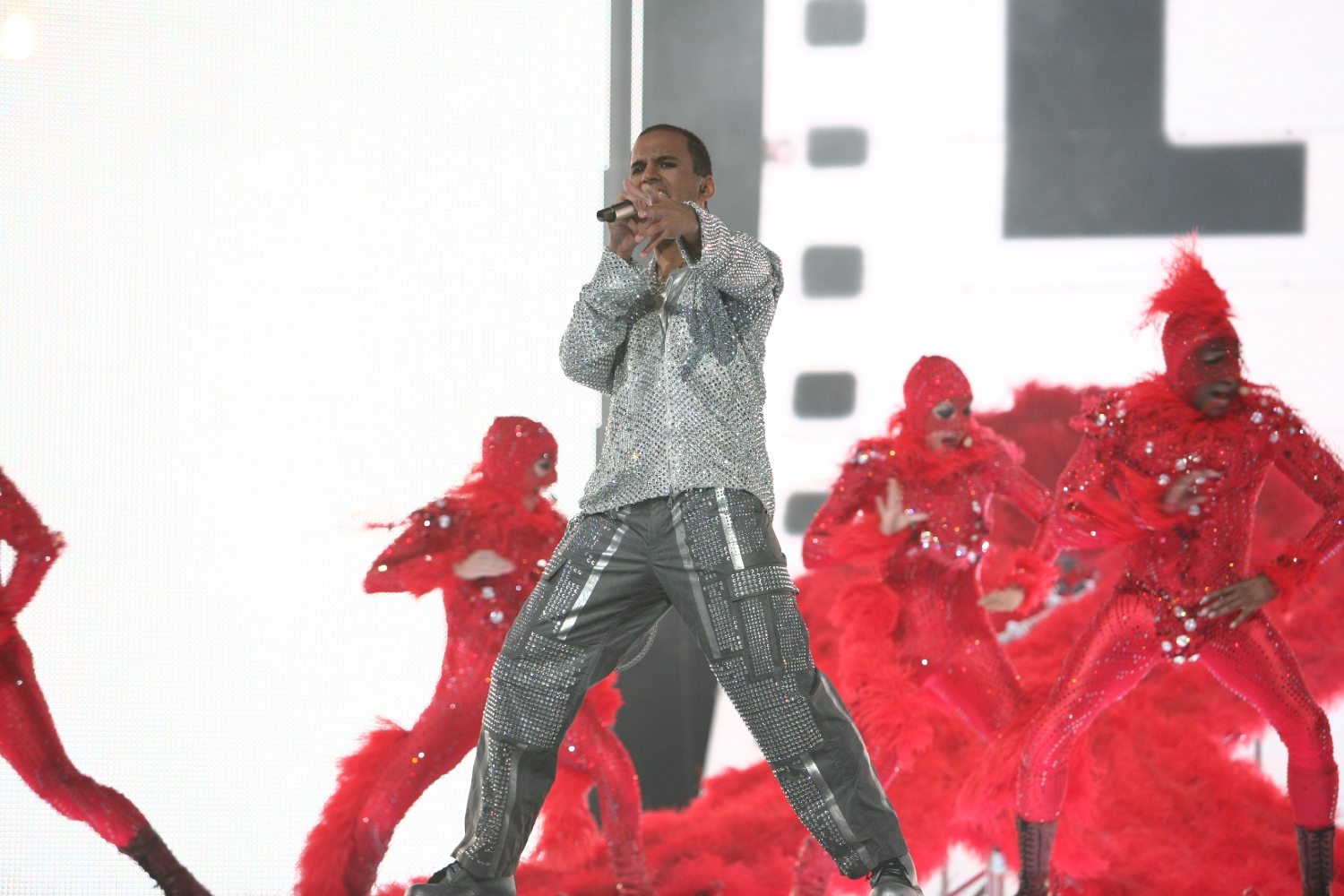
Eric Papilaya à Helsinki (2007)
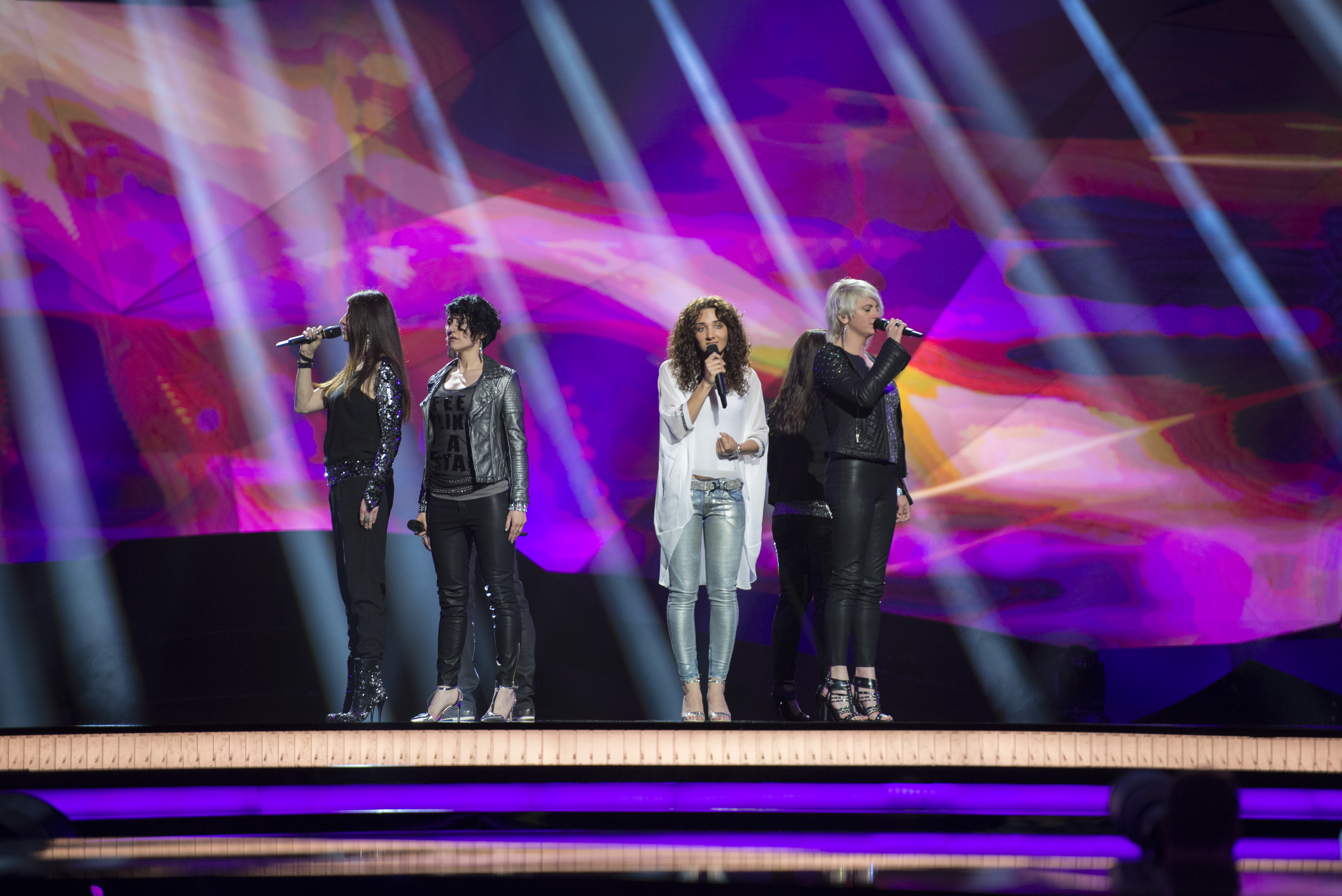
Natália Kelly à Malmö (2013)
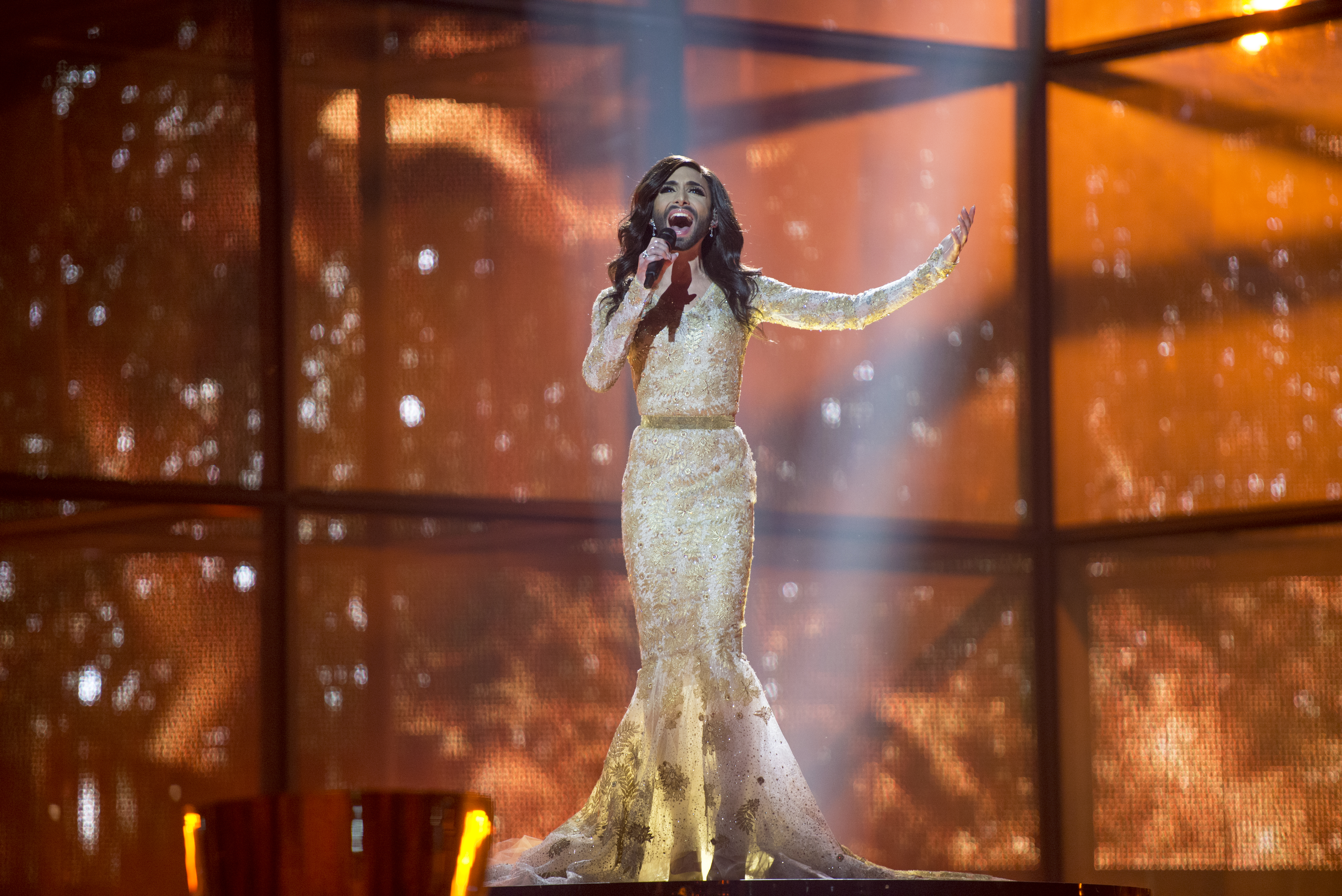
Conchita Wurst à Copenhague (2014)
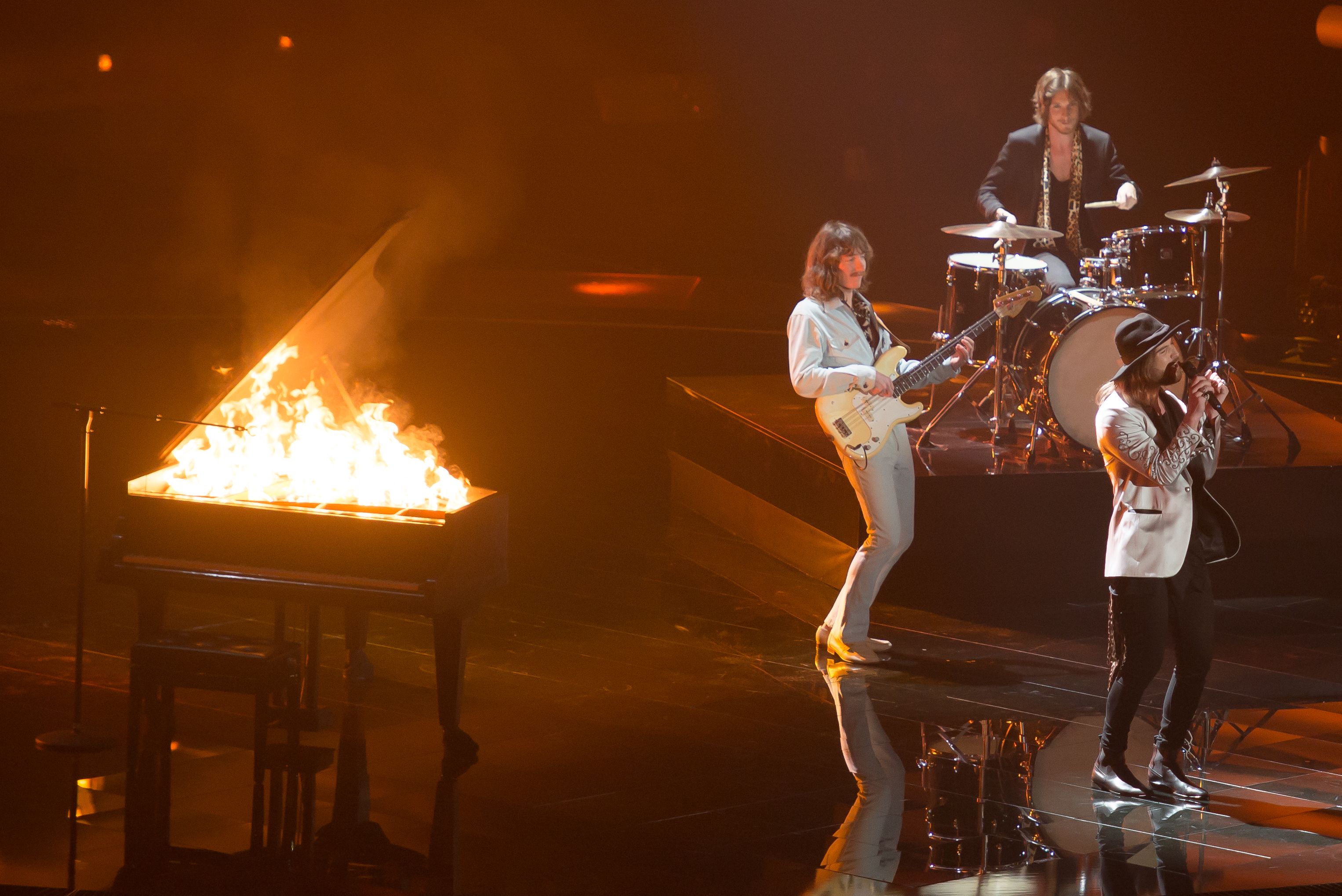
The Makemakes à Vienne (2015)
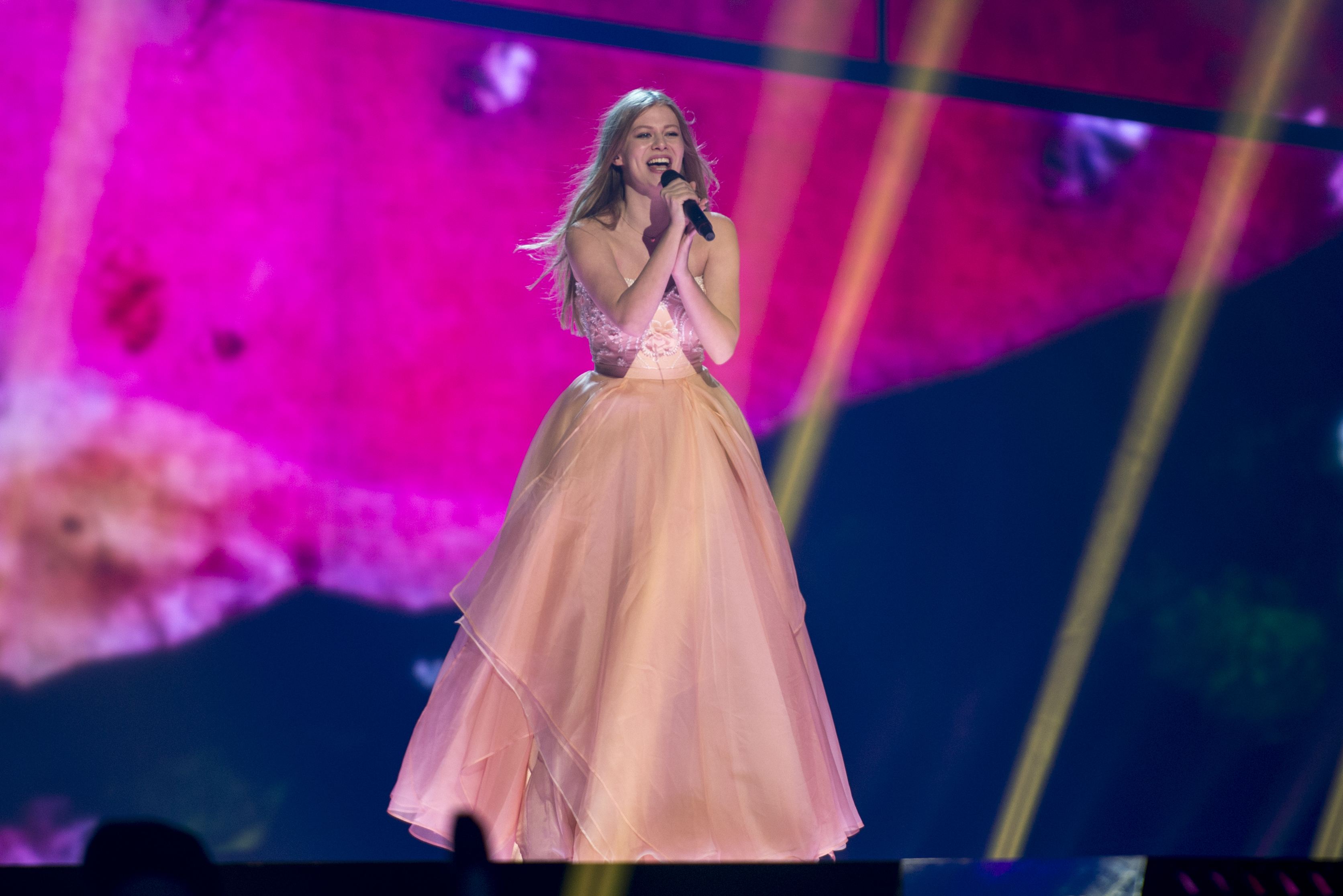
Zoë à Stockholm (2016)
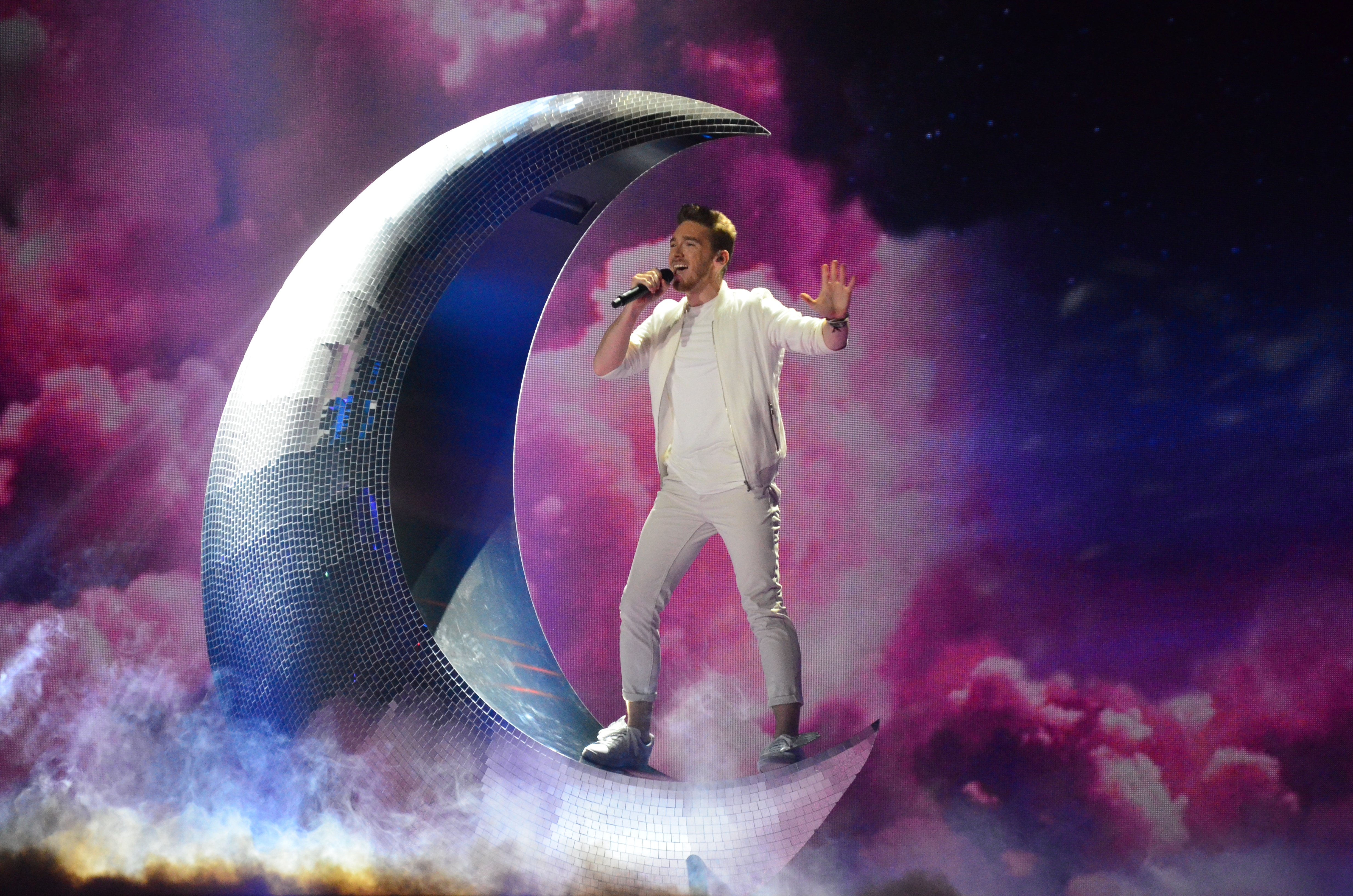
Nathan Trent à Kiev (2017)
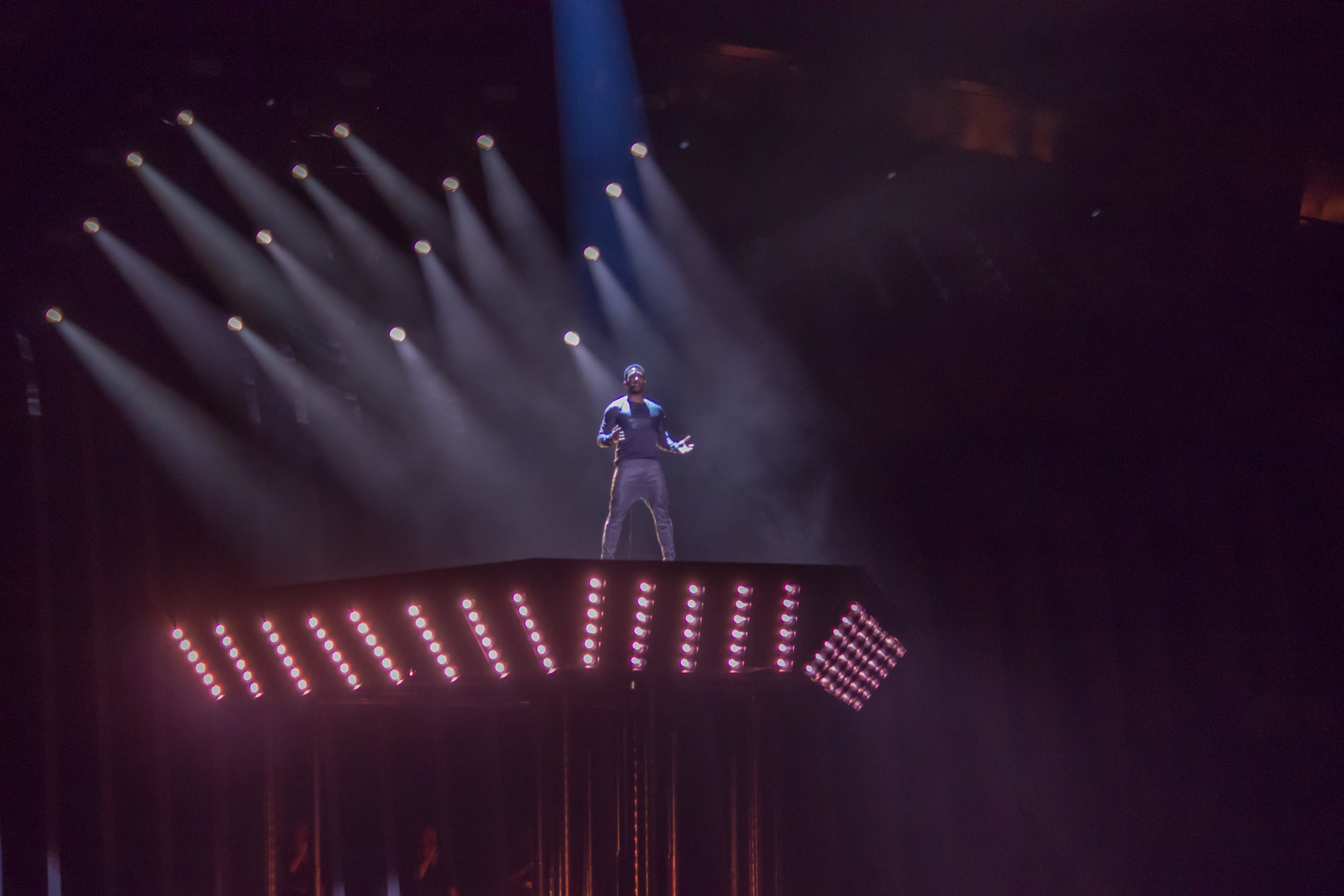
Cesár Sampson à Lisbonne (2018)
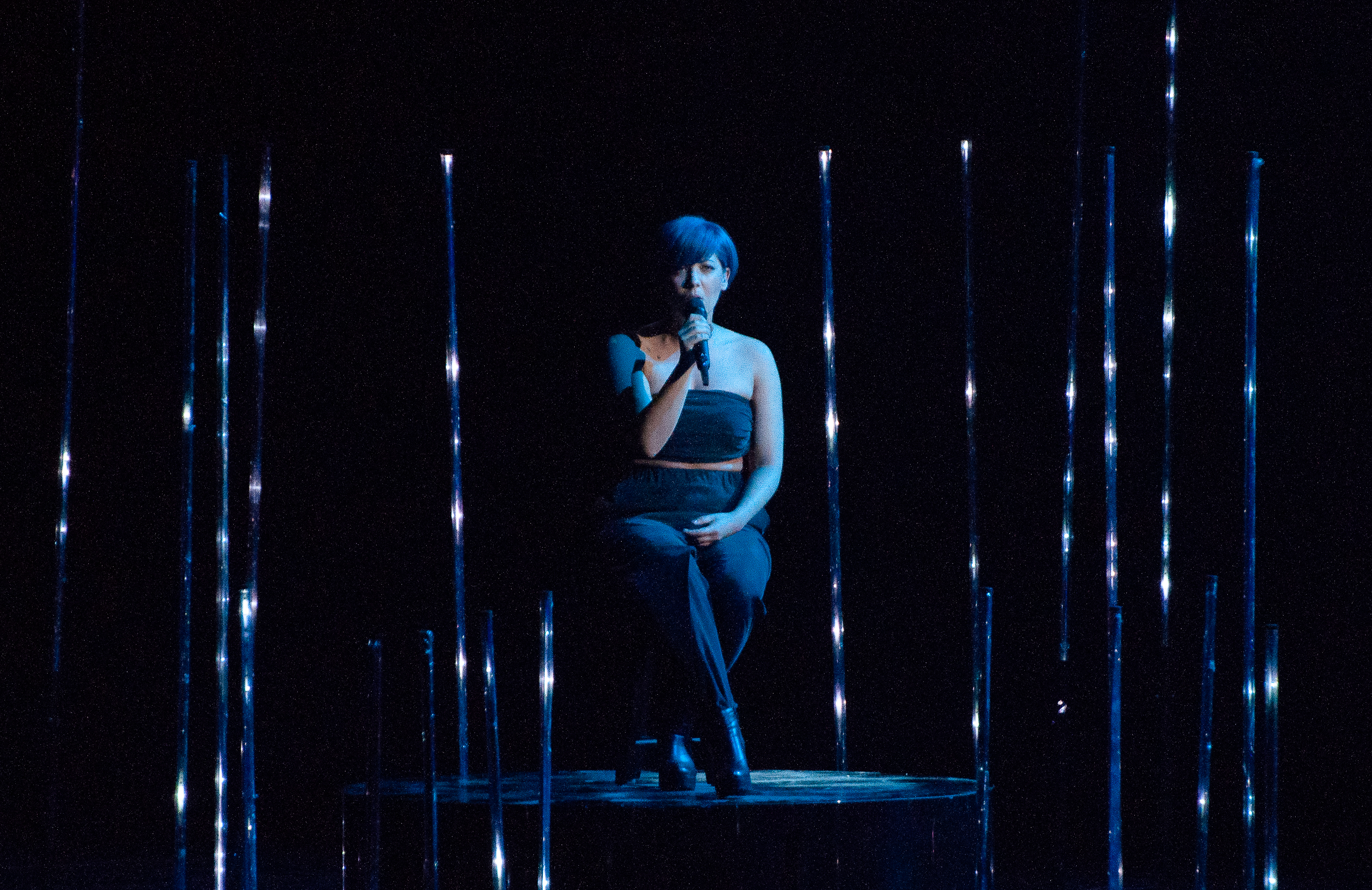
Paenda à Tel Aviv (2019)
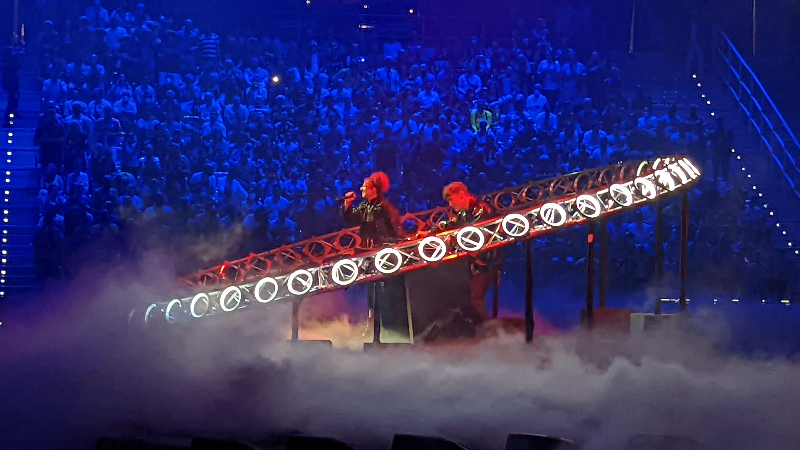
LUM!X et Pia Maria à Turin (2022)
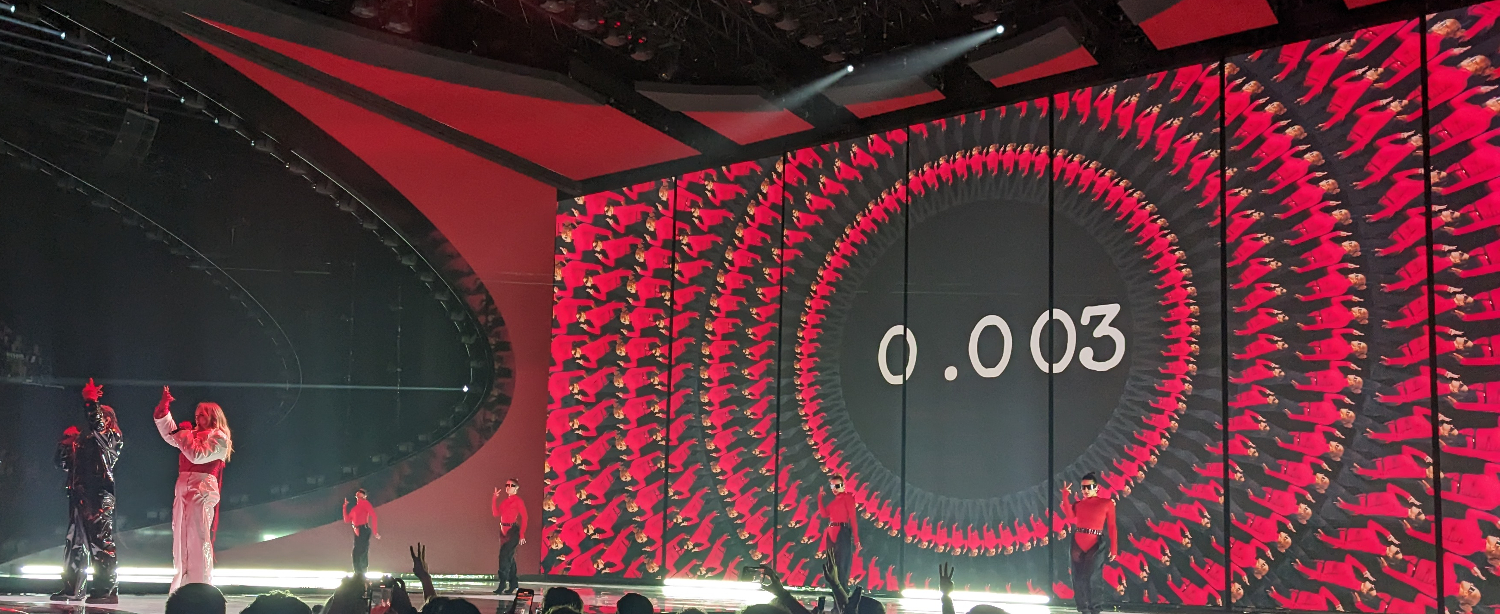
Teya et Salena à Liverpool (2023)
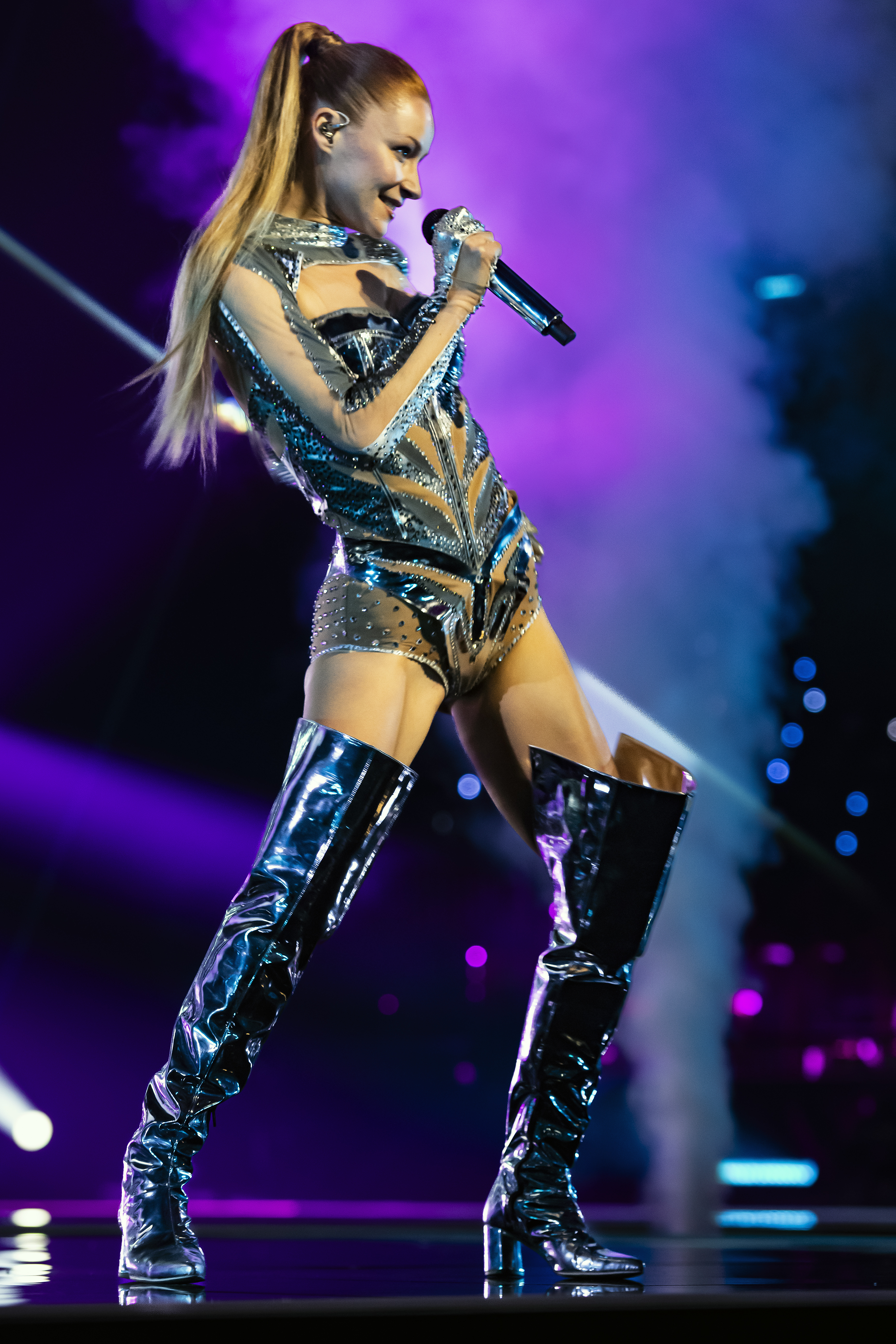
Kaleen à Malmö (2024)
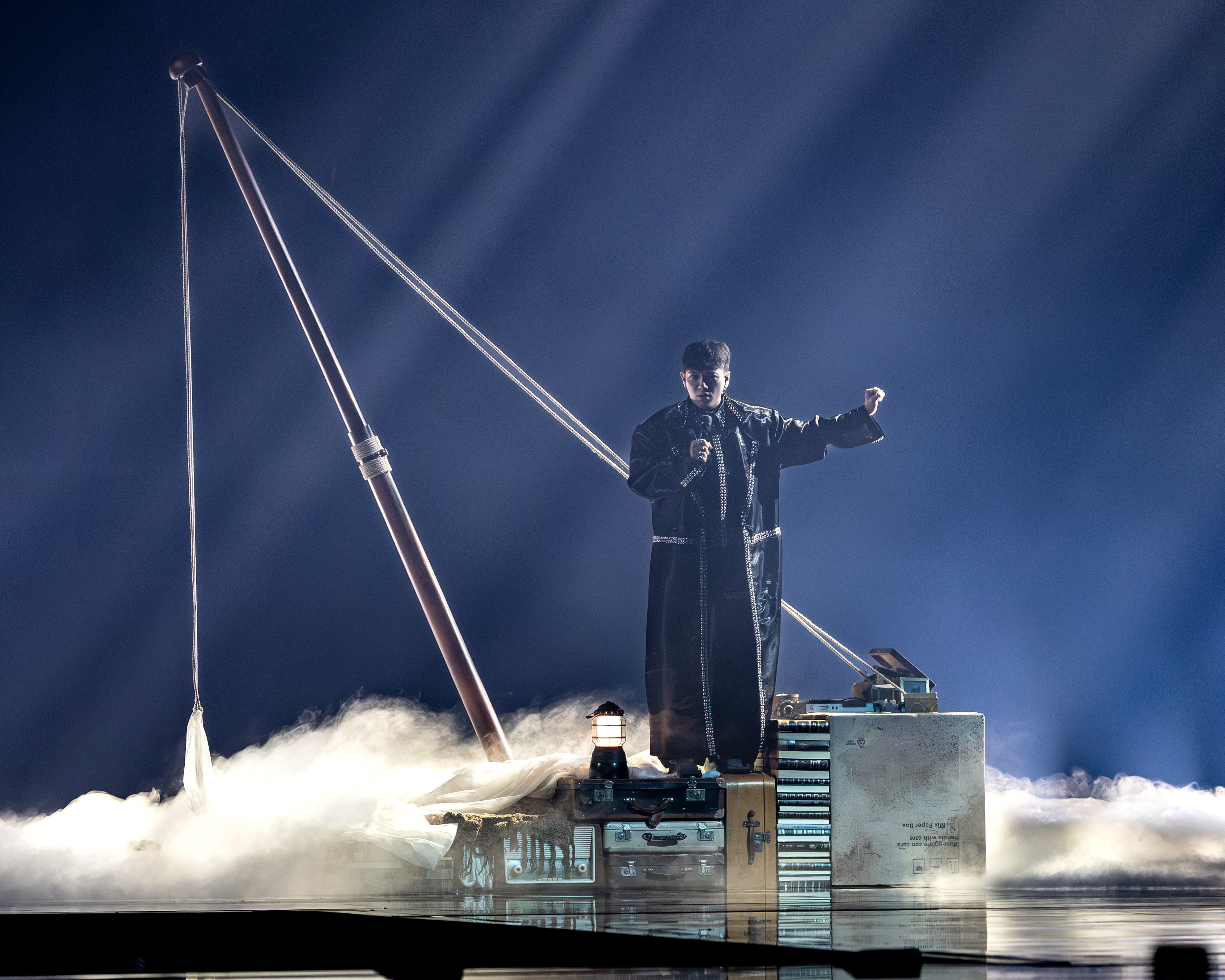
JJ à Bâle (2025)

## Chefs d'orchestre, commentateurs et porte-paroles
| Année | Chef d'orchestre     | Commentateur(s)    | Porte-parole          |
| ----- | -------------------- | ------------------ | --------------------- |
| 1957  | Carl de Groof        | Emil Kollpacher    | Karl Bruck            |
| 1958  | Willy Fantel         | Emil Kollpacher    | Karl Bruck            |
| 1959  | Franck Pourcel       | Emil Kollpacher    | Karl Bruck            |
| 1960  | Robert Stolz         | Emil Kollpacher    | ?                     |
| 1961  | Franck Pourcel       | Emil Kollpacher    | ?                     |
| 1962  | Bruno Uher           | Emil Kollpacher    | ?                     |
| 1963  | Erwin Halletz        | Emil Kollpacher    | ?                     |
| 1964  | Johannes Fehring     | Emil Kollpacher    | ?                     |
| 1965  | Gianni Ferrio        | Emil Kollpacher    | ?                     |
| 1966  | Hans Hammerschmid    | Emil Kollpacher    | ?                     |
| 1967  | Johannes Fehring     | Emil Kollpacher    | ?                     |
| 1968  | Robert Opratko       | Emil Kollpacher    | ?                     |
| 1969  | retrait              | Emil Kollpacher    | retrait               |
| 1970  | retrait              | Ernst Grissemann   | retrait               |
| 1971  | Robert Opratko       | Ernst Grissemann   | -                     |
| 1972  | Erich Kleinschuster  | Ernst Grissemann   | -                     |
| 1973  | retrait              | Ernst Grissemann   | retrait               |
| 1974  | retrait              | Ernst Grissemann   | retrait               |
| 1975  | retrait              | Ernst Grissemann   | retrait               |
| 1976  | Erich Kleinschuster  | Ernst Grissemann   | Jenny Pippal          |
| 1977  | Christian Kolonovits | Ernst Grissemann   | Jenny Pippal          |
| 1978  | Richard Österreicher | Ernst Grissemann   | Jenny Pippal          |
| 1979  | Richard Österreicher | Max Schautzer      | Jenny Pippal          |
| 1980  | Richard Österreicher | Ernst Grissemann   | Jenny Pippal          |
| 1981  | Richard Österreicher | Ernst Grissemann   | Jenny Pippal          |
| 1982  | Richard Österreicher | Ernst Grissemann   | Tilia Herold          |
| 1983  | Richard Österreicher | Ernst Grissemann   | Tilia Herold          |
| 1984  | Richard Österreicher | Ernst Grissemann   | Tilia Herold          |
| 1985  | Richard Österreicher | Ernst Grissemann   | Chris Lohner          |
| 1986  | Richard Österreicher | Ernst Grissemann   | Tilia Herold          |
| 1987  | Richard Österreicher | Ernst Grissemann   | Tilia Herold          |
| 1988  | Harald Neuwirth      | Ernst Grissemann   | Tilia Herold          |
| 1989  | -                    | Ernst Grissemann   | Tilia Herold          |
| 1990  | Richard Österreicher | Barbara Stöckl     | Tilia Herold          |
| 1991  | Richard Österreicher | Herbert Dobrovolny | Gabriele Haring       |
| 1992  | Leon Ives            | Ernst Grissemann   | Erich Götzinger       |
| 1993  | Christian Kolonovits | Ernst Grissemann   | Erich Götzinger       |
| 1994  | Hermann Weindorf     | Ernst Grissemann   | Tilia Herold          |
| 1995  | Michael F. Kienzl    | Ernst Grissemann   | Tilia Herold          |
| 1996  | Mischa W. Krausz     | Ernst Grissemann   | Martina Rupp          |
| 1997  | -                    | Ernst Grissemann   | Adriana Zartl         |
| 1998  | -                    | Ernst Grissemann   | relégation            |
| 1999  | -                    | Andi Knoll         | Dodo Roščić           |
| 2000  | -                    | Andi Knoll         | Dodo Roščić           |
| 2001  | -                    | Andi Knoll         | relégation            |
| 2002  | -                    | Andi Knoll         | Dodo Roščić           |
| 2003  | -                    | Andi Knoll         | Dodo Roščić           |
| 2004  | -                    | Andi Knoll         | Dodo Roščić           |
| 2005  | -                    | Andi Knoll         | Dodo Roščić           |
| 2006  | -                    | Andi Knoll         | retrait               |
| 2007  | -                    | Andi Knoll         | Eva Pölzl             |
| 2008  | -                    | Andi Knoll         | retrait               |
| 2009  | -                    | Benny Hörtnagl     | retrait               |
| 2010  | -                    | retrait            | retrait               |
| 2011  | -                    | Andi Knoll         | Katharina Bellowitsch |
| 2012  | -                    | Andi Knoll         | Katharina Bellowitsch |
| 2013  | -                    | Andi Knoll         | Katharina Bellowitsch |
| 2014  | -                    | Andi Knoll         | Katharina Bellowitsch |
| 2015  | -                    | Andi Knoll         | Katharina Bellowitsch |
| 2016  | -                    | Andi Knoll         | Katharina Bellowitsch |
| 2017  | -                    | Andi Knoll         | Kristina Inhof        |
| 2018  | -                    | Andi Knoll         | Katharina Bellowitsch |
| 2019  | -                    | Andi Knoll         | Philipp Hansa         |
| 2021  | -                    | Andi Knoll         | Philipp Hansa         |
| 2022  | -                    | Andi Knoll         | Philipp Hansa         |
| 2023  | -                    | Andi Knoll         | Philipp Hansa         |

## Historique de vote
Depuis 1975, l'Autriche a attribué le plus de points à :
| Rang | Pays        | Points |
| ---- | ----------- | ------ |
| 1    | Suède       | 201    |
| 2    | Royaume-Uni | 195    |
| 3    | Italie      | 167    |
| 4    | Irlande     | 159    |
| 5    | Suisse      | 157    |
| 6    | France      | 155    |
| 6    | Allemagne   | 155    |
| 8    | Pays-Bas    | 129    |
| 9    | Israël      | 110    |
| 10   | Danemark    | 89     |

Depuis 1975, l'Autriche a reçu le plus de points de la part de :
| Rang | Pays        | Points |
| ---- | ----------- | ------ |
| 1    | Belgique    | 131    |
| 2    | Royaume-Uni | 116    |
| 3    | Danemark    | 105    |
| 4    | Allemagne   | 104    |
| 5    | Grèce       | 103    |
| 6    | Irlande     | 102    |
| 7    | Israël      | 94     |
| 7    | Espagne     | 94     |
| 9    | Suède       | 93     |
| 10   | Pays-Bas    | 91     |

### 12 Points
Légende
 Vainqueur - L'Autriche a donné 12 points à la chanson victorieuse / L'Autriche a reçu 12 points et a gagné le concours
 2e place - L'Autriche a donné 12 points à la chanson arrivée à la seconde place / L'Autriche a reçu 12 points et est arrivée deuxième
 3e place - L'Autriche a donné 12 points à la chanson arrivée à la troisième place / L'Autriche a reçu 12 points et est arrivée troisième
 Qualifiée - L'Autriche a donné 12 points à une chanson parvenue à se qualifier pour la finale / L'Autriche a reçu "12 points" et s'est qualifiée pour la finale
 Non-qualifiée - L'Autriche a donné 12 points à une chanson éliminée durant les demi-finales / L'Autriche a reçu "12 points" mais n'est pas parvenue à se qualifier pour la finale
| Année         | Attribués            | Attribués            | Reçus | Reçus                                                     |
| Année         | Finale               | Demi-Finale          | Finale | Demi-Finale                                               |
| 1976          | France               | Pas de demi-finales  | Aucun | Pas de demi-finales                                       |
| 1977          | Royaume-Uni          | Pas de demi-finales  | Aucun | Pas de demi-finales                                       |
| 1978          | France               | Pas de demi-finales  | Aucun | Pas de demi-finales                                       |
| 1979          | Suisse               | Pas de demi-finales  | Aucun | Pas de demi-finales                                       |
| 1980          | Pays-Bas             | Pas de demi-finales  | Aucun | Pas de demi-finales                                       |
| 1981          | France               | Pas de demi-finales  | Aucun | Pas de demi-finales                                       |
| 1982          | Royaume-Uni          | Pas de demi-finales  | Aucun | Pas de demi-finales                                       |
| 1983          | Israël               | Pas de demi-finales  | Aucun | Pas de demi-finales                                       |
| 1984          | Suède                | Pas de demi-finales  | Aucun | Pas de demi-finales                                       |
| 1985          | Norvège              | Pas de demi-finales  | Aucun | Pas de demi-finales                                       |
| 1986          | Irlande              | Pas de demi-finales  | Aucun | Pas de demi-finales                                       |
| 1987          | Irlande              | Pas de demi-finales  | Aucun | Pas de demi-finales                                       |
| 1988          | Danemark             | Pas de demi-finales  | Aucun | Pas de demi-finales                                       |
| 1989          | Suède                | Pas de demi-finales  | Belgique Grèce Italie                                                                                     | Pas de demi-finales                                       |
| 1990          | Irlande              | Pas de demi-finales  | Italie | Pas de demi-finales                                       |
| 1991          | France               | Pas de demi-finales  | Aucun | Pas de demi-finales                                       |
| 1992          | Royaume-Uni          | Pas de demi-finales  | Irlande                                                                                                   | Pas de demi-finales                                       |
| 1993          | Royaume-Uni          | Pas de demi-finales  | Bosnie-Herzégovine                                                                                        | Pas de demi-finales                                       |
| 1994          | Pologne              | Pas de demi-finales  | Aucun | Pas de demi-finales                                       |
| 1995          | Royaume-Uni          | Pas de demi-finales  | Aucun | Pas de demi-finales                                       |
| 1996          | Pays-Bas             | Pas de demi-finales  | France Malte                                                                                              | Pas de demi-finales                                       |
| 1997          | Royaume-Uni          | Pas de demi-finales  | Aucun | Pas de demi-finales                                       |
| 1999          | Bosnie-Herzégovine   | Pas de demi-finales  | Aucun | Pas de demi-finales                                       |
| 2000          | Allemagne            | Pas de demi-finales  | Aucun | Pas de demi-finales                                       |
| 2002          | Royaume-Uni          | Pas de demi-finales  | Turquie                                                                                                   | Pas de demi-finales                                       |
| 2003          | Turquie              | Pas de demi-finales  | Aucun | Pas de demi-finales                                       |
| 2004          | Serbie-et-Monténégro | Serbie-et-Monténégro | Aucun | Qualifiée d'office                                        |
| 2005          | Serbie-et-Monténégro | Croatie              | Non qualifiée                                                                                             | Aucun                                                     |
| 2007          | Serbie               | Serbie               | Non qualifiée                                                                                             | Aucun                                                     |
| 2011          | Bosnie-Herzégovine   | Bosnie-Herzégovine   | Allemagne                                                                                                 | Allemagne                                                 |
| 2012          | Suède                | Albanie              | Non qualifiée                                                                                             | Aucun                                                     |
| 2013          | Azerbaïdjan          | Danemark             | Non qualifiée                                                                                             | Aucun                                                     |
| 2014          | Arménie              | Roumanie             | Belgique Espagne Finlande Grèce Irlande Israël Italie Pays-Bas Portugal Royaume-Uni Slovénie Suède Suisse | Finlande Grèce Irlande Italie Roumanie Royaume-Uni Suisse |
| 2015          | Australie            | Russie               | Aucun | Qualifiée d'office                                        |
| 2016 Jury     | Australie            | Malte                | Aucun | France                                                    |
| 2016 Télévote | Pologne              | Bosnie-Herzégovine   | Aucun | Espagne                                                   |
| 2017 Jury     | Pays-Bas             | Bulgarie             | Bulgarie                                                                                                  | Bulgarie                                                  |
| 2017 Télévote | Portugal             | Hongrie              | Aucun | Aucun                                                     |
| 2018 Jury     | Israël               | Israël               | Belgique Bulgarie Estonie Islande Israël Lituanie Pologne Roumanie Royaume-Uni                            | Belgique Estonie Israël                                   |
| 2018 Télévote | Tchéquie             | Irlande              | Aucun | Suisse                                                    |
| 2019 Jury     | Macédoine            | Suède                | Non qualifiée                                                                                             | Aucun                                                     |
| 2019 Télévote | Suisse               | Suisse               | Non qualifiée                                                                                             | Aucun                                                     |
| 2021 Jury     | Islande              | Suisse               | Non qualifiée                                                                                             | Aucun                                                     |
| 2021 Télévote | Serbie               | Serbie               | Non qualifiée                                                                                             | Aucun                                                     |
| 2022 Jury     | Royaume-Uni          | Arménie              | Non qualifiée                                                                                             | Aucun                                                     |
| 2022 Télévote | Ukraine              | Ukraine              | Non qualifiée                                                                                             | Aucun                                                     |
| 2023 Jury     | Italie               | Pas de jury          | Belgique                                                                                                  | Pas de jury                                               |
| 2023 Télévote | Finlande             | Belgique             | Aucun | Australie                                                 |
| 2024 Jury     | Suisse               | Pas de jury          | Aucun | Pas de jury                                               |
| 2024 Télévote | Croatie              | Pays-Bas             | Aucun | Aucun                                                     |
| 2025 Jury     | Finlande             | Pas de jury          | Allemagne Belgique Finlande Irlande Lettonie Norvège Pays-Bas Suède                                       | Pas de jury                                               |
| 2025 Télévote | Allemagne            | Israël               | Aucun | Aucun                                                     |